# Полёвка Миддендорфа
Полёвка Миддендорфа (лат. Microtus middendorffii) — вид грызунов рода серых полёвок, обитающий преимущественно на севере Сибири. При изучении различных генетических характеристик было установлено более близкое родство с Microtus oeconomus, Microtus miurus и Microtus fortis.

## Внешний вид
При длине головы и туловища от 90 до 150 мм, длине хвоста от 21 до 42 мм и весе от 20 до 70 г этот вид относится к серым полёвкам среднего размера. Длина задних лап составляет от 15 до 22 мм, длина ушей — от 10 до 15 мм. На спине мех от рыжевато-коричневого до тёмно-коричневого, на груди и брюшке мех от серого до светло-серого цвета. Кроме того, хвост тёмный сверху и светлый снизу. Полёвка Миддендорфа отличается от других серых полёвок строением коренных зубов и бакулюма.

## Распространение и образ жизни
Обитает на северо-западе Сибири. На северо-западе Урала ареал достигает европейских районов. Населяет тундру и болота, покрытые торфяным мхом, держится в стороне от окультуренных ландшафтов.
Особи роют нору, в которой живут колонией, в сухих курганах или в укрытии кустарников. Летом пища состоит в основном из стеблей трав, листьев и кислых трав, а зимой предпочтение отдаётся корням.
Семейная группа роет несколько систем туннелей в год. Кроме того, летом встречаются гнёзда, сплетённые из частей растений. Сложная зимняя нора имеет от 10 до 20 выходов и состоит из нескольких туннелей, жилых камер в земле и в снежном покрове, а также мест хранения запасов еды. В тёплое время года нора имеет только одну жилую камеру и 3-4 выхода. Запасы пищи в норе могут достигать нескольких килограммов. Полёвка Миддендорфа активна как днём, так и ночью.
Самки могут размножаться с мая по август в холодные годы и с марта по октябрь в тёплые годы. После первой зимы у самок бывает до трёх пометов в год. Между двумя пометами проходит в среднем 33 дня, обычно до 55 дней. Период беременности составляет 19-21 день. Самки, родившиеся ранней весной, могут успешно спариваться в том же году. Как и у многих северных полёвок, численность популяции подвержена сильным колебаниям. Во время паводков численность популяции значительно сокращается, и происходят более длительные миграции.

## Угроза исчезновения
МСОП относит полевку Миддендорфа к «видам вне опасности», поскольку угрозы не обнаружены и вид широко распространён.